# Edgeworthstown
Edgeworthstown (irisch Meathas Troim, auch Meathas Truim) ist eine Landstadt im Osten des County Longford im mittleren nordöstlichen Binnenland der Republik Irland. Da der Ort zwischen 1935 und 1974 Mostrim hieß, ist auch dieser, von seiner irischen Benennung abgeleitete Name bei den Einheimischen alternativ noch in Gebrauch.

## Verkehr und Demografie

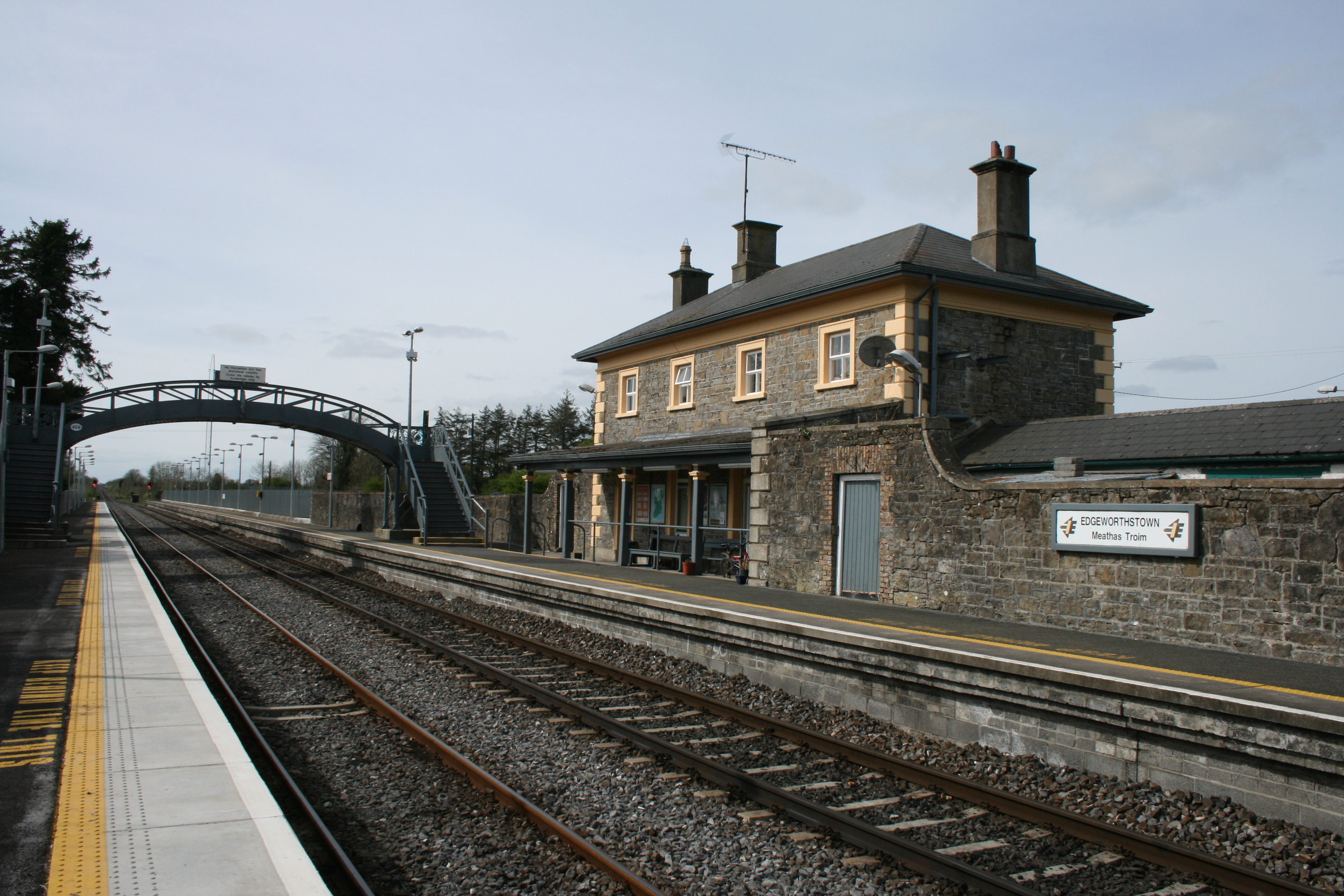
Edgeworthstown/Mostrim railway station (2007)

Der Ort liegt an der Kreuzung der beiden Nationalstraßen N4 von Dublin nach Sligo und N55, in der Mitte zwischen Athlone im Südwesten und Cavan im Nordosten. Die nächstgelegene größere Ortschaft ist Longford im Nordwesten. Bis zur Eröffnung einer Ortsumgehung im Juli 2006 verlief die N4 durch die Hauptstraße von Edgeworthstown, was für den Verkehr auf der N55 weiterhin gilt.
Im Gegensatz zu vielen anderen irischen Ortschaften ist Edgeworthstown nicht nur durch Bus Éireann überregional angebunden, sondern über Iarnród Éireann auch an den Schienenverkehr in Irland (mit der Linie von Dublin nach Sligo) angeschlossen; der Bahnhof wurde 1855 eröffnet.

## Einwohnerentwicklung
Die Zahl der Einwohner nahm in den letzten 30 Jahren stark zu.
| 1991 | 1996 | 2001 | 2006 | 2011 | 2016 | 2022 |
| ---- | ---- | ---- | ---- | ---- | ---- | ---- |
| 801  | 737  | 726  | 1221 | 1744 | 2072 | 2199 |

## Persönlichkeiten

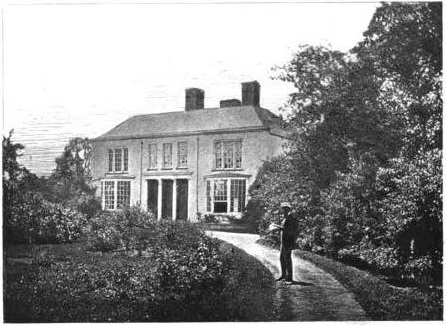
Edgeworthstown House (1895)

- Richard Lovell Edgeworth (1744–1817), Autor, Ingenieur und Aufklärer – auf dessen Residenzgründung am Ort der Name des Ortes zurückgeht
- Henry Essex Edgeworth (1745–1807), katholischer Priester irischer Abstammung und der letzte Beichtvater Königs Ludwigs XVI.
- Maria Edgeworth (1767–1849), anglo-irische Schriftstellerin
- Francis Ysidro Edgeworth (1845–1926), Ökonom
- George Edward Dobson (1848–1895), Zoologe, Fotograf und Armeearzt
- Henry Hughes Wilson (1864–1922), britischer General